# Hoot (filme)
Hoot é um filme de comédia estrelando o ator Logan Lerman e com a direção de Wil Shriner.

## Elenco
- Logan Lerman ... Roy Eberhardt
- Brie Larson ... Beatrice Leep
- Cody Linley ... Mullet Fingers
- Luke Wilson ... Officer David Delinko
- Eric Phillips ... Dana Matherson
- Dean Collins ... Garrett
- Tim Blake Nelson ... Curly Branitt
- Clark Gregg ... Chuck Muckle
- Kiersten Warren ... Mrs. Eberhardt
- Neil Flynn ... Mr. Eberhardt
- Jessica Cauffiel ... Mother Paula/Kimberly
- Robert Wagner ... Mayor Grandy
- Jimmy Buffett ... Mr. Ryan
- John Archie ... Captain
- Robert Donner ... Kalo

## Sinopse
O jovem Roy Eberhardt (Lerman) se muda com a familia e logo começa a ser vitíma dos veteranos da nova escola. Certo dia, pela janela, ele tem uma visão que vai mudar sua vida: um menino correndo descalço por aí.
Intrigado, Roy começa a procurar o tal menino (Fingers), e sem querer descobre Beatrice (Larson), uma colega de classe cujo prazer é mostrar aos valentões da escola quem é que manda. Este trio bem esquisito acaba se unindo, meio a contra-gosto, para salvar uma população de corujas ameaçadas de extinção e que transformou a vizinhança em seu novo lar.